# Scutum Logistic

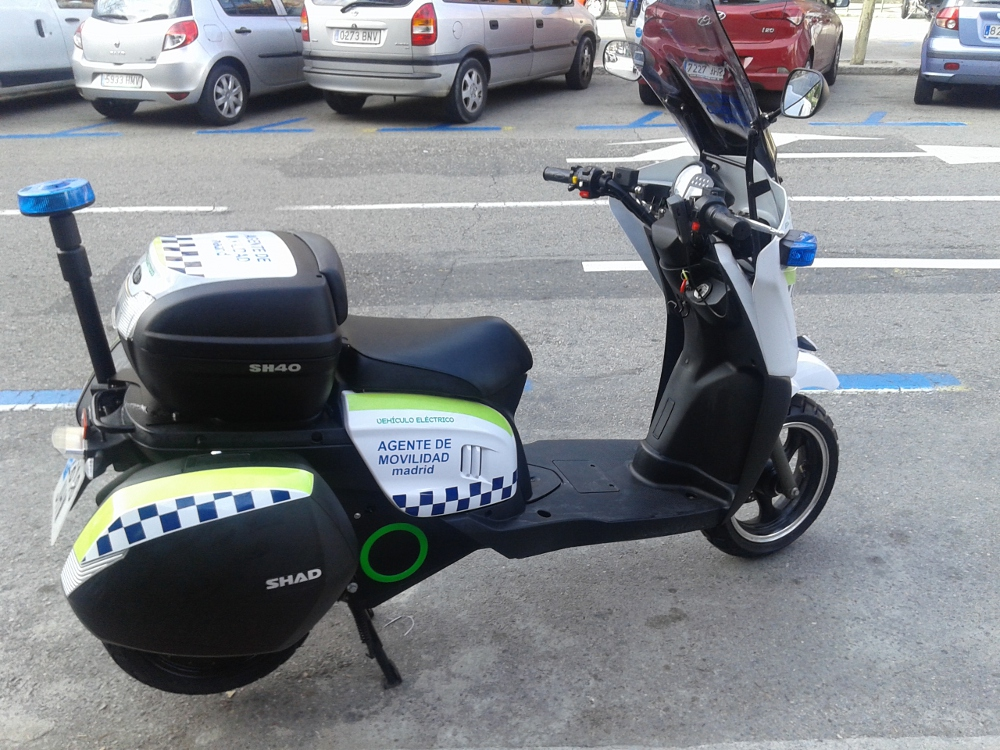
Silence S02

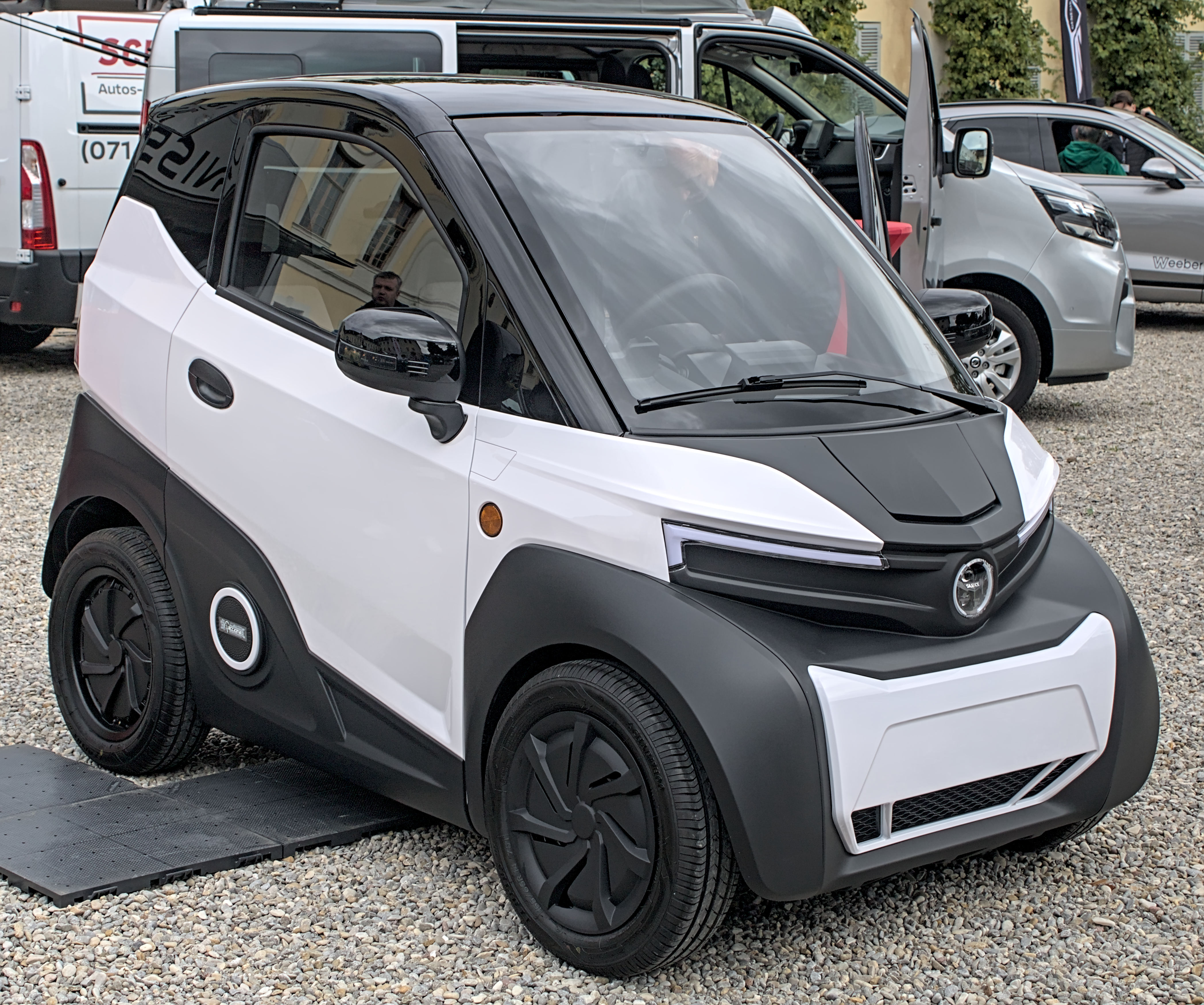
Silence S04

Scutum Logistic SL ist ein spanischer Hersteller von Kraftfahrzeugen. 

## Unternehmensgeschichte
Das Unternehmen wurde 2009 in Barcelona gegründet. 2012 begann die Entwicklung von Motorrollern mit Elektromotor. Der Markenname lautet Silence. 2022 kamen vierrädrige Leichtfahrzeuge dazu. Seit September 2024 bietet Nissan die Fahrzeuge in Deutschland an. Nach eigenen Angaben sind mehr als 170 Mitarbeiter beschäftigt.

## Fahrzeuge
2024 stehen die Motorroller S01, S01+ und S02 im Angebot.
Daneben gibt es das Auto S04 Nanocar. Sein Motor leistet normalerweise 14 kW, maximal 22 kW. Die Batteriekapazität beträgt zwei mal 5,6 kWh. Damit sind 125 km bis 149 km Reichweite möglich. Das Fahrzeug ist 228 cm lang, 129 cm breit und 159 cm hoch. Es wiegt 450 kg. Die Batterien können einfach ausgebaut und zuhause aufgeladen werden.